# Metasynaptops effulgens
Metasynaptops effulgens es una especie de coleóptero de la familia Attelabidae.

## Distribución geográfica
Habita en Australia.